# 시네이드 멀비
시네이드 멀비(Sinéad Mulvey, 1988년 1월 22일 ~ )는 아일랜드의 가수이다. 유로비전 송 콘테스트 2009에서 블랙 데이지와 함께 아일랜드 대표로 참가했다.